# Спасибо-Фатєєва Інна Валентинівна
Інна Валентинівна Спасибо-Фатєєва (нар. 12 лютого 1962 року у м. Харкові,  Харківська область, Українська РСР, СРСР) — українська вчена-правознавець, фахівець в галузі приватного права. Доктор юридичних наук (2000), професор (2003), член-кореспондент Національної академії правових наук України (2004), Заслужений діяч науки і техніки України (2009), почесний професор НДІ ПрПіП НАПрНУ, член Науково-консультативної ради при Верховному Суді, член Науково-консультативної ради при Конституційному Суді, арбітр МКАС, засновник видавництва "ECUS", фундатор та Голова ГО "Цивілістична платформа"  завідувачка кафедри цивільного права (2023) Національного юридичного університету імені Ярослава Мудрого.

## Біографія
Народилася 12 лютого 1962 року у м. Харкові.
У 1984 року закінчила Харківський юридичний інститут (нині – Національний юридичний університет імені Ярослава Мудрого).
З 1985 року працює в Національній юридичній академії України імені Ярослава Мудрого (нині – Національний юридичний університет імені Ярослава Мудрого) на посадах молодшого наукового співробітника, асистента, доцента, професора кафедри цивільного права № 1.
У 1991 році захистила дисертацію на здобуття наукового ступеня кандидата юридичних наук на тему: «Право граждан на объединение в научно-производственные кооперативы» (спеціальність 12.00.03).
У 2000 році захистила дисертацію на здобуття наукового ступеня доктора юридичних наук на тему: «Цивільно-правові проблеми акціонерних правовідносин» (спеціальність 12.00.03). Вчене звання доцента присвоєно у 1994 році, професора – у 2003 році Обрана членом-кореспондентом Академії правових наук України (нині – Національна академія правових наук України) у 2004 році.
З червня 2023 року – завідувачка кафедри цивільного права Національного юридичного університету імені Ярослава Мудрого.

## Наукові досягнення
Основні напрями наукової діяльності – цивільне право, проблеми системності цивільного права та співвідношення приватного та публічного права, корпоративні правовідносини, юридичні особи, право власності, нерухомість, правочини і договірне право, захист суб’єктивних цивільних прав та цивільно-правова відповідальність. Опублікувала понад 530 наукових та навчально-методичних праць, серед яких: «Акционерные общества: корпоративные правоотношения» (1998), «Акціонерні товариства: акції, власність, корпоративне управління» (2002). «Цивільне право України: підручник» (у співавт., 2004, 2007, 2014), «Корпоративне управління» (у співавт., 2007, 2014), «Правова система України: історія, стан та перспективи: у 5 т. Т. 3: Цивільно-правові науки. Приватне право» (у співавт., 2008 (укр.), 2011 (рос.), 2013 (англ.), «Цивільний кодекс України: Науково-практичний коментар: у 12 т.» (у співавт., 2009), «Корпоративне право» (у співавт., 2009, 2013), «Харьковская цивилистическая школа: в духе традиций: монографія» (у співавт., 2011), «Харьковская цивилистическая школа: право собственности: монография» (у співавт., 2012 – 2015), «Цивілістика: на шляху формування доктрин: вибрані наукові праці» (2012), «Договір як універсальна правова конструкція: монографія» (у співавт., 2012), «Спадкове право. Практика застосування нотаріусами України» (у співавт., 2012), «Правова доктрина України: у 5 т. Т. 3: Доктрина приватного права України» (у співавт., 2013 (укр.), 2017 (англ.), «Правове регулювання некомерційних організацій в Україні» (2014), «Цивільний і Господарський кодекси: 2004 – 2014» (2014), «Велика українська юридична енциклопедія: у 20 т. Т.9: «Цивільне право» (у співавт., 2023).
З 2008 по 2020 роках видано 12 томів коментаря Цивільного кодексу України, що є найбільшим за обсягом науково-практичним коментарем Цивільного кодексу України. Нове видання коментаря Цивільного кодексу України було розпочато в 2020 році. Вийшло 3 томи (2020, 2021 і 2023 роки).
З 2011 року вийшло 8 монографій циклу «Харківська цивілістична школа». У 2016 році започатковано цикл книг «Коментар судової практики», що складав 5 коментарів, присвячених позовній давності, корпоративним спорам (2 видання), недійсності правочинів, захисту права власності.
У 2018 року розпочато видання циклу книг за участю вітчизняних та іноземних вчених-правників. Було видано «Нариси права інтелектуальної власності» (2018), «Нариси права компаній» (2019).
З 2020 року видається серія книг «Фокус і ракурс», серед яких: «Правомірні очікування» (2020), «Право на забуття» (2021), «Строки. Позовна давність» (2021), «Зловживання правом» (2021), «Дифамація» (2021), «Добросовісність: доктрина & судова практика» (2021), «Нетипові об’єкти» (2022), «Фермерські господарства» (2022).
У проєкті «Практична цивілістика» було видано 4 монографії: «Корпоративне право: крізь призму судової практики» (2021), «Право нерухомості: крізь призму судової практики» (2021), «Спадкове право: крізь призму судової практики» (2022), «Римське право крізь призму традиції і судової практики» (2022). В цьому проекті взяли участь науковці з 8 країн світу – Німеччини, Болгарії, Італії, Польщі, України, Китаю, Японії, Литви.

## Правотворча діяльність
Брала участь в розробці законопроектів: «Про акціонерні товариства», «Про господарські товариства», «Про мікрокредитування», «Про управління об’єктами права державної власності».
У липні 2024 року включена до складу робочої групи Комітету Верховної Ради України з питань правової політики щодо опрацювання законопроектів, спрямованих на удосконалення механізму захисту права власності добросовісного набувача.

## Громадська, видавнича діяльність та участь в науково-консультативних радах
Засновник і голова громадської організації «Цивілістична платформа», завданнями якої оголошено:
- популяризація високої професійності і кваліфікації, якісних освітніх стандартів, моральності і етичності серед представників юридичної професії;
- виведення української цивілістики за вузькі межі існування в лоні лише України;
- досягнення зацікавленості іноземних колег і партнерів у наукових працях українських цивілістів.

Засновник видавництва «ЕКУС». Член наукової ради наукового юридичного журналу «Вісник Національної академії правових наук України», редакційної ради журналу «Право України».
Член Науково-консультативної ради Конституційного Суду України, Науково-консультативної ради  Верховному Суді та при Голові Верховної Ради України.